# Chocolatier: Decadence by Design
Chocolatier: Decadence by Design é um jogo eletrônico casual de estratégia com elementos de ação desenvolvido pela Big Splash Games e publicado pela PlayFirst. O jogo foi lançado em 2009 para Windows e Mac OS X e em 2011 para iOS. Terceiro jogo da série, ele segue diretamente a história de Chocolatier (2007) e Chocolatier 2: Secret Ingredients (2007), e foi publicado depois do jogo derivado The Great Chocolate Chase: A Chocolatier Twist (2008). Decadence by Design segue a mesma jogabilidade de seus antecessores, mas com um maior enfoque na criação de receitas originais e com a possibilidade de fabricar receitas de café, tanto líquido quanto como misturas de grãos torrados.
Originalmente, a Big Splash Games havia planejado um lançamento em episódios para Chocolatier: Decadence by Design, modelo que teve de ser abandonado por exigir recursos tecnológicos demais. Em 12 de agosto de 2009, o jogo foi publicado na Steam para Windows, também estando disponível no lançamento da plataforma digital para Mac em 12 de maio de 2010. Em 2010, um jogo de rede social derivado da série intitulado Chocolatier: Sweet Society foi publicado para Facebook.

## Jogabilidade
Enquanto Chocolatier se passava na década de 1880 e Chocolatier 2: Secret Ingredients se passava na década de 1920, Chocolatier: Decadence by Design se passa durante o período de crescimento econômico que seguiu o fim da Segunda Guerra Mundial, na segunda metade da década de 1940. Assim como no segundo jogo, o jogador deve se aliar a Alexandra Fletcher, neta de Evangeline Baumeister, desta vez para se tornar CEO da Baumeister Confections e, ao mesmo tempo, ajudá-la a encontrar seu marido, Sean Fletcher, que não havia voltado para casa depois do fim da guerra. Ao contrário de seus antecessores, Decadence by Design inclui apenas um modo de jogo, o modo história, sem opção de um "modo livre".

No laboratório de teste, o jogador pode criar, nomear e customizar receitas personalizadas de chocolate e café.

A principal adição de Decadence by Design é a possibilidade de criar e customizar a aparência e o nome de novas receitas com os ingredientes descobertos em diferentes cidades do mundo. O laboratório de testes, desta vez localizado em Reiquiavique, já não é limitado às receitas pré-definidas, como era em Chocolatier 2. Há 20 portos disponíveis no jogo: Bagdá, Bali, Bogotá, Cidade do Cabo, Deserto de Gobi, Duala, Havana, Ilhas Malvinas, Kona, Las Vegas, Lima, Reiquiavique, São Francisco, Tânger, Tóquio, Toronto, Uluru, Wellington, Xunantunich e Zurique. Ainda é possível negociar com os vendedores e compradores em mercados e lojas.
O minijogo jogado quando se fabrica uma receita de chocolates pela primeira vez ainda está presente, mas com algumas fábricas permitindo a reciclagem de um item que não seja útil no momento. Além disso, o minijogo para a fabricação de café é diferente, se assemelhando a um jogo de combinação de peças. O sistema de combinação de cores para obter bônus, introduzido em Chocolatier 2, ainda está presente. Algumas lojas do jogo compram exclusivamente café, e não chocolate, como a presente em Tânger. Em certo ponto durante o modo história, o jogador pode comprar um telégrafo, permitindo que as receitas feitas em cada uma das fábricas sejam alteradas remotamente.

## Recepção
Críticos elogiaram a jogabilidade polida de Chocolatier: Decadence by Design, sua história e as possibilidades fornecidas pelo laboratório de testes. Por outro lado, a semelhança ao primeiro jogo e a falta de um final ou conteúdo pós-jogo real foram criticadas. Alguns também destacaram a baixa dificuldade do jogo.
Marc Saltzman, da Gamezebo, afirmou que, apesar de "desejar que houvessem mais surpresas deliciosas" no jogo, "Chocolatier: Decadence by Design volta às suas origens e prova ser [...] muito divertido e desafiador." O jornalista elogiou a criação de receitas originais no laboratório de testes, desejando que fosse possível compartilhar suas criações com outros jogadores em uma plataforma online. Parisa Vassei, da Slide to Play, elogiou o jogo como superior a seus competidores na App Store, declarando que "este ofereceu uma abordagem única para esse estilo de jogo com um enredo fascinante e uma história deliciosa", lamentando a falta de integração com o Game Center.